# Oblast Burgas
| Basisdaten                     | Basisdaten                         |
| ------------------------------ | ---------------------------------- |
| Region:                        | Südostbulgarien                    |
| Verwaltungssitz:               | Burgas                             |
| Adresse:                       | ul. „Tzar Peter“ Nr. 1 8000 Burgas |
| Fläche:                        | 7.753,14 km²                       |
| Einwohner:                     | 378.596 (31. Dezember 2022)        |
| Bevölkerungsdichte:            | 48,8 Einwohner je km²              |
| NUTS:BG-Code:                  | BG341                              |
| Jahresdurchschnittstemperatur: | 13 °С                              |
| Verwalter der Oblast:          | Konstantin Grabenarow              |
| Karte                          |                                    |
| Karte                          |                                    |

Die Oblast Burgas (bulgarisch Област Бургас) ist ein Verwaltungsbezirk im Südosten Bulgariens und der Fläche nach der größte in Bulgarien. Verwaltungssitz ist die gleichnamige Stadt Burgas.
Die Oblast Burgas hat übernationale geostrategische Bedeutung. Hier kreuzen sich traditionelle und neue Achsen der Wirtschafts- und politischen Interessen von: Europa-Naher Osten-Asien; Europa-Mittlerer Osten-Asien; Russland, Ukraine, West- und Südwesteuropa-Osteuropa-Kaukasus.

## Wirtschaft und Industrie
Die Oblast Burgas ist das wichtigste Import-/Exportzentrum Bulgariens. Ursächlich dafür sind umfangreiche natürliche Ressourcen von nationaler Bedeutung (vor allem Kohle und Mineralien), fruchtbare Böden für die Landwirtschaft, die Existenz hochqualifizierter Arbeitskräfte in allen Wirtschaftsbereichen sowie ein hohes soziales Niveau und eine ausgewogene Marktinfrastruktur. In der Oblast befinden sich zudem die größten Tourismus- und Erholungszentren Bulgariens am Schwarzen Meer. Natur-, Berg- und Ökotourismus, verschiedene Thermalquellen sowie zahlreiche historische Sehenswürdigkeiten und Ausgrabungsstätten erweitern das touristische Angebot.
In der Oblast Burgas werden 5,22 % des nationalen BIP erwirtschaftet.
- Flughafen Burgas mit Cargo Terminal sowie der Flughafen Primorsko
- Freihandelszone Burgas
- Große und ausgebaute Bahnhöfe in Burgas, Karnobat und Ajtos;
- Große Transportunternehmen in Burgas und Karnobat;
- Hafenkomplex von Burgas-Port Bourgas, Öl und Fischereihäfen; weitere Häfen in Sosopol, Nessebar, Zarewo und Ahtopol, Yachthafen in Burgas, Sosopol, Djuni und Sweti Wlas,
- Weit ausgedehnte Lagerflächen – in der Nähe von Hafen, Flughafen Burgas, Industriebahnhof und die Autobahnen Burgas – Sofia und Burgas – Varna

Die Industrie ist der Hauptwirtschaftszweig in der Region. Sie ist vielfältig. Folgende Wirtschaftszweige sind in der Region führend:
- Ölbearbeitende, ölverarbeitende und chemische Industrie – 70 % der gesamten wirtschaftlichen Leistung;
- Nahrungsmittelindustrie und Weinanbau – 12,2 %;
- Stahlindustrie und Energie – 3,6 %;
- Textilindustrie – 2,4 %.

Oblast Burgas ist hoch industrialisiert. Tourismus, Landwirtschaft, Holzverarbeitungsindustrie, Leichtindustrie, Schiffbau und die sehr gute Infrastruktur zählen zu den Wirtschaftsfaktoren der Region.
Die Arbeitslosigkeit ist mit 7,2 Prozent (Stand Juni 2012) nach der Oblast Sofia-Stadt die zweitniedrigste im Land.

## Verwaltungsgliederung
Die Oblast Burgas gliedert sich in 13 Gemeinden (община), die wiederum aus 18 Städten und zahlreichen Dörfern bestehen.

### Gewässer

Karte der Burgasseen

## Städte und Gemeinden

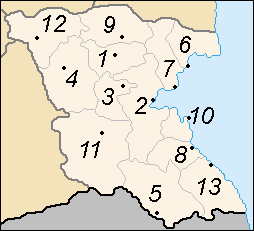
Gemeinden im Bezirk Burgas: 1 = Ajtos, 2 = Burgas, 3 = Kameno, 4 = Karnobat, 5 = Malko Tarnowo, 6 = Nessebar, 7 = Pomorie, 8 = Primorsko, 9 = Ruen, 10 = Sosopol, 11 = Sredez, 12 = Sungurlare, 13 = Zarewo

| Stadt         | Bulgarischer Name | Einwohner (31. Dezember 2022) |
| ------------- | ----------------- | ----------------------------- |
| Burgas        | Бургас            | 188.242                       |
| Ajtos         | Айтос             | 17.448                        |
| Karnobat      | Карнобат          | 14.886                        |
| Pomorie       | Поморие           | 12.829                        |
| Nessebar      | Несебър           | 12.036                        |
| Sredez        | Средец            | 7.709                         |
| Zarewo        | Царево            | 5.456                         |
| Sosopol       | Созопол           | 4.022                         |
| Kameno        | Камено            | 3.626                         |
| Sweti Wlas    | Свети Влас        | 3.405                         |
| Primorsko     | Приморско         | 2.786                         |
| Sungurlare    | Сунгурларе        | 2.726                         |
| Kableschkowo  | Каблешково        | 2.686                         |
| Acheloj       | Ахелой            | 2.390                         |
| Obsor         | Обзор             | 2.038                         |
| Tschernomorez | Черноморец        | 2.001                         |
| Malko Tarnowo | Малко Търново     | 1.611                         |
| Balgarowo     | Българово         | 1.516                         |
| Achtopol      | Ахтопол           | 1.032                         |
| Kiten         | Китен             | 809                           |

## Natur

### Schutzgebiete
Mehrere Naturschutzgebiete grenzen an das Stadtgebiet von Burgas oder sind Teile der Stadt. Die Naturreservate Atanassow-, und Mandra-See, die seit 1980 bestehen, haben nach mehreren Ausweitungen heute eine Fläche von 1002,3 ha. 1997 wurde ein Großteil des Burgas-Sees und sein Ufer zum Naturschutzgebiet mit einer Fläche von 379 ha erklärt. Weitere Naturschutzgebiete sind: seit 1990 das Gebiet Mündung des Flusses Isworska, mit einer Fläche von 150 ha, seit 1989 das Naturschutzgebiet Poda, mit einer Fläche von 100,7 ha, seit 1995 das Gebiet Tschengene Skele, mit einer Fläche von 191,19 ha, das Naturschutzgebiet Korijata mit einer Fläche von 11,6 ha, eingerichtet 1995 und die 2005 zum Naturschutzgebiet erklärte Bucht des Mandra-Sees Usungeren. Als geschütztes Gebiet gilt seit 1995 auch die Natursehenswürdigkeit Wodenizite, die über eine Schutzfläche von 73,6 ha verfügt. Südlich der Stadt erstreckt sich der größte bulgarische Naturpark, der Naturpark Strandscha.